# Luc Vos
Luc Vos (Herk-de-Stad, 1968) is een Belgisch auteur. 
Luc Vos begon met schrijven in 2003. Zijn eerste stappen zette hij in het fantasygenre en in jeugdverhalen. Nadien legde hij zich hoofdzakelijk toe op thrillers en (ultra)korte verhalen.  
In 2020 was hij een van de vier winnaars van de 'Zwarte Sneeuw'-schrijfwedstrijd.